# Зарудечко (зупинний пункт)
Зару́дечко — пасажирський залізничний зупинний пункт Тернопільської дирекції Львівської залізниці.
Розташований у селі Зарудечко, Збаразький район Тернопільської області на лінії Тернопіль — Ланівці між станціями Збараж (11 км) та Ланівці (28 км).
Станом на травень 2019 року щодня дві пари дизель-потягів прямують за напрямком Ланівці — Тернопіль-Пасажирський.